# Marc du Pontavice
Marc Marie Joseph Raymond du Pontavice, thường được biết đến với nghệ danh Marc du Pontavice (sinh ngày 10 tháng 1 năm 1963), là một nam doanh nhân, họa sĩ diễn hoạt kiêm nhà sản xuất phim người Pháp. Ông được biết đến với tư cách là người sáng lập và hiện là chủ tịch của hãng phim hoạt hình Xilam.
Những bộ phim hoạt hình do ông sản xuất từ hãng phim Xilam đa phần đều trở nên nổi tiếng và phổ biến trên khắp thế giới, trong số đó có thể kể đến như Space Goofs, Lucky Luke, Anh em nhà Dalton, Zig & Sharko và Mèo Oggy và những chú gián tinh nghịch. Ngoài ra, ông đã sản xuất cho Cơ thể tôi đâu rồi?, bộ phim từng được đề cử cho giải Oscar cho phim hoạt hình xuất sắc nhất.